# Oratorio di Santa Caterina da Siena
Appartenente alla Parrocchia di san Michele Arcangelo in Monzambano, diocesi di Mantova, l'oratorio privato di santa Caterina da Siena è situato in Valbruna, località silenziosa e isolata, addossato al lato nord-est del fabbricato padronale.
Le prime notizie sulla chiesa risalgono alla visita pastorale del 1666.
Costruito in tempi diversi, la chiesa ha una semplice facciata con tetto a due spioventi. All'interno l'altare in muratura tirata a stucco con fondo a finto marmo, e decorazioni con motivi floreali geometrici..